# Дисање кроз уста
Дисање кроз уста, медицински познато као хронична орална вентилација, је дуготрајно дисање кроз уста. Најчешће је узроковано опструкцијом дисања кроз нос или урођеним аномалијама органа за дисање у људском телу.  Дисање кроз уста најчешће погађа одрасле и децу, па се процењује да између 10% и 25% деце дише на уста.

## Опште информације
Дисање кроз уста је облик дисања код кога се људи ослањају на уношење ваздуха кроз уста, а не кроз нос. Оно може бити разлог зашто се неке особе буде са сувим устима и балави на јастуцима. Међутим дисање на уста изазива више проблема од мокрих јастука и сувих уста, јер може изазвати поремећаје спавања (који утичу на свакодневни живот),  а може да промени и структуру лица. Већина особа почињу да дишу на уста као веома мала деца, што потенцијално поставља услове за дугорочне проблеме.
Особе које дишу кроз уста а не на нос имају већу вјероватноћу да развију поремећаје спавања, укључујући апнеју у току спавања. Деца која дишу на уста имају већу вероватноћу да имају проблема са зубима као што су малоклузија и разлике на лицу. Ове особе такође могу развити опструктивну апнеју у сну која је повезана са потешкоћама у учењу и проблемима у понашању.

## Етиологија
Дисање кроз уста се дешава када људи не могу да дишу кроз нос. Неки услови који утичу на носно дисање укључују:
- Увећани аденоиди : Аденоиди су жлезде које изгледају као мале грудвице ткива које се налазе изнад крова уста и иза носа. Аденоиди штите малу децу од бактерија и вируса. Понекад су аденоиди отечени или инфицирани, блокирајући дисајне путеве деце. Аденоиди се обично смањују како људи старе, тако да је мања вероватноћа да ће увећани аденоиди изазвати дисање на уста код одраслих.
- Зачепљеност носа : Ако имате алергије , прехладу или хронични синуситис , можда ћете имати упорно зачепљен нос који вам спречава да дишете кроз нос.
- Девијација септума : Ваш септум је хрскавица и кост која дели унутрашњост носа на две стране. Када се ваш септум нагне на једну страну, може вам блокирати дисајне путеве.

## Клиничка слика
Знаци и симптоми дисања кроз уста који су исти код деце и одраслих су: 
- Сува уста, јер дисање кроз уста током спавања суши пљувачку која одржава уста влажнима.
- Лош задах,  који је последица лошег протока пљувачке која обично одржава уста чистима.
- Пљувачка на јастуцима, која се обично скупља у устима цури из отворених уста.
- Малоклузија, која се дешава када горњи и доњи зуби нису поравнати .
- Дисање на уста може утицати на развој лица деце, сужено лице са повученом брадом или вилицама.
- Проблеми у понашању,  који су слични проблемима код деце која имају поремећај пажње и хиперактивност.

## Дијагноза
Дијагноза дисања кроз уста поставља се физичким прегледом, који обухвата преглед аденоида, крајника и носа како би се открили проблеми који могу утицати на способност дисања кроз нос 
Тестови који се могу користе укључују:
- Тест заптивања усана - који процењује да ли пацијент може да дише са затвореним устима.
- Тест огледала: који се изводи тако што здравствени радник држи огледало испод пацијентовог носа и тражећи замућење или кондензацију огледал, што указује да испитаник дише кроз нос.
- Тест водом: којим се проверава  способност пацијента да задржите воду у устима.

## Терапија
Како се дисање кроз уста често дешава када нешто блокира носне пролазе, нека  деца дишу на уста јер имају увећане аденоиде, који се лече следећим операцијама:
- Аденоидектомија: уклањање инфицираних или натечених аденоида, чиме се отварају дисајни путеви код деце.
- Септопластика, операција корекције закривљене носне преграде који могу изазвати проблеме са дисањем.

Хроничне прехладе, инфекције синуса и алергије које такође изазивају дисање на уста, могу се лечитити лековима за ублажавање загушења која спречава људе да дишу кроз нос.